# Cyclope neritea
Cyclope neritea là một loài ốc biển, là động vật thân mềm chân bụng sống ở biển thuộc họ Nassariidae.

## Miêu tả

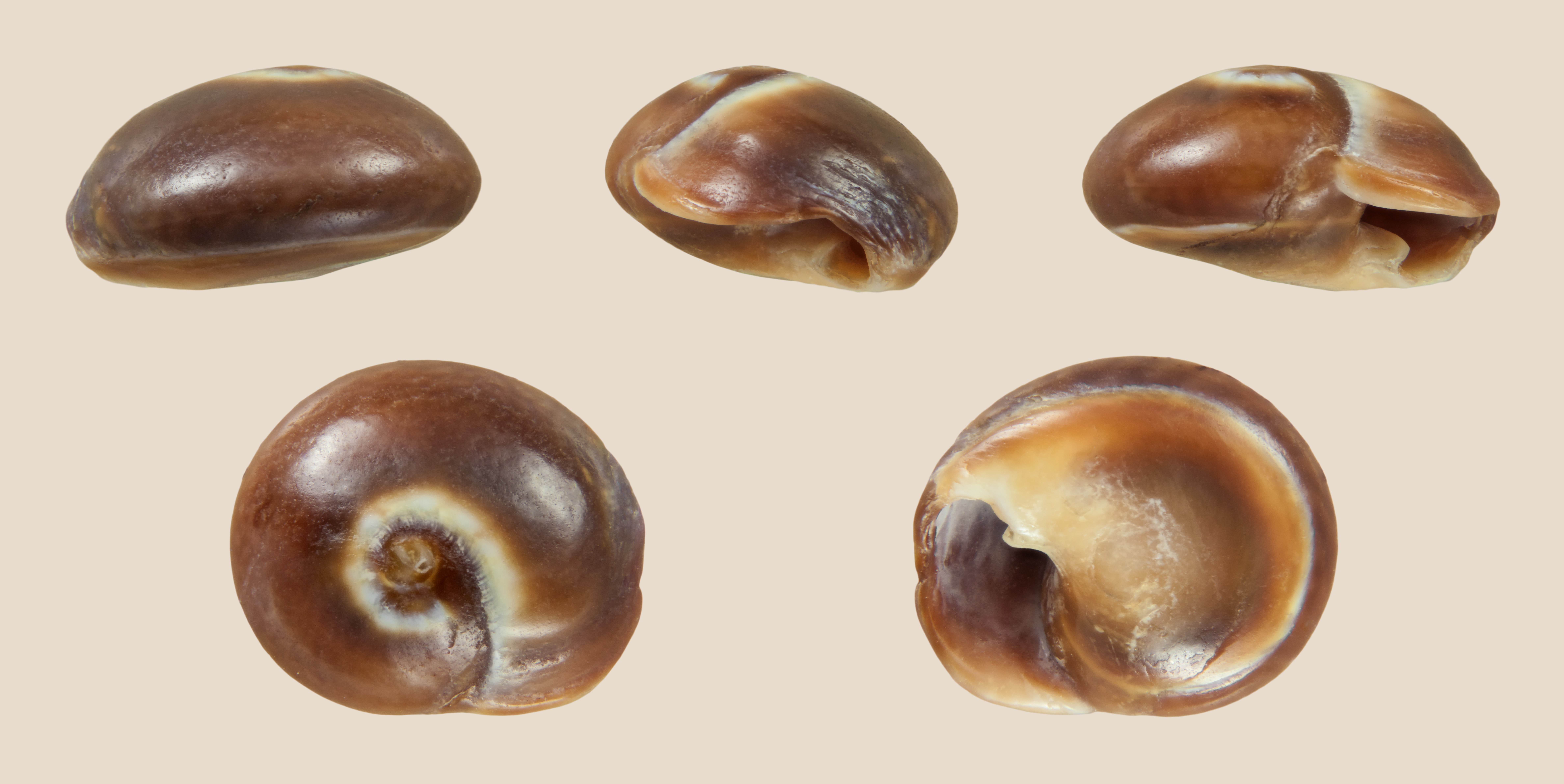
Tritia neritea var. atra
Tritia neritea var. kamiesch
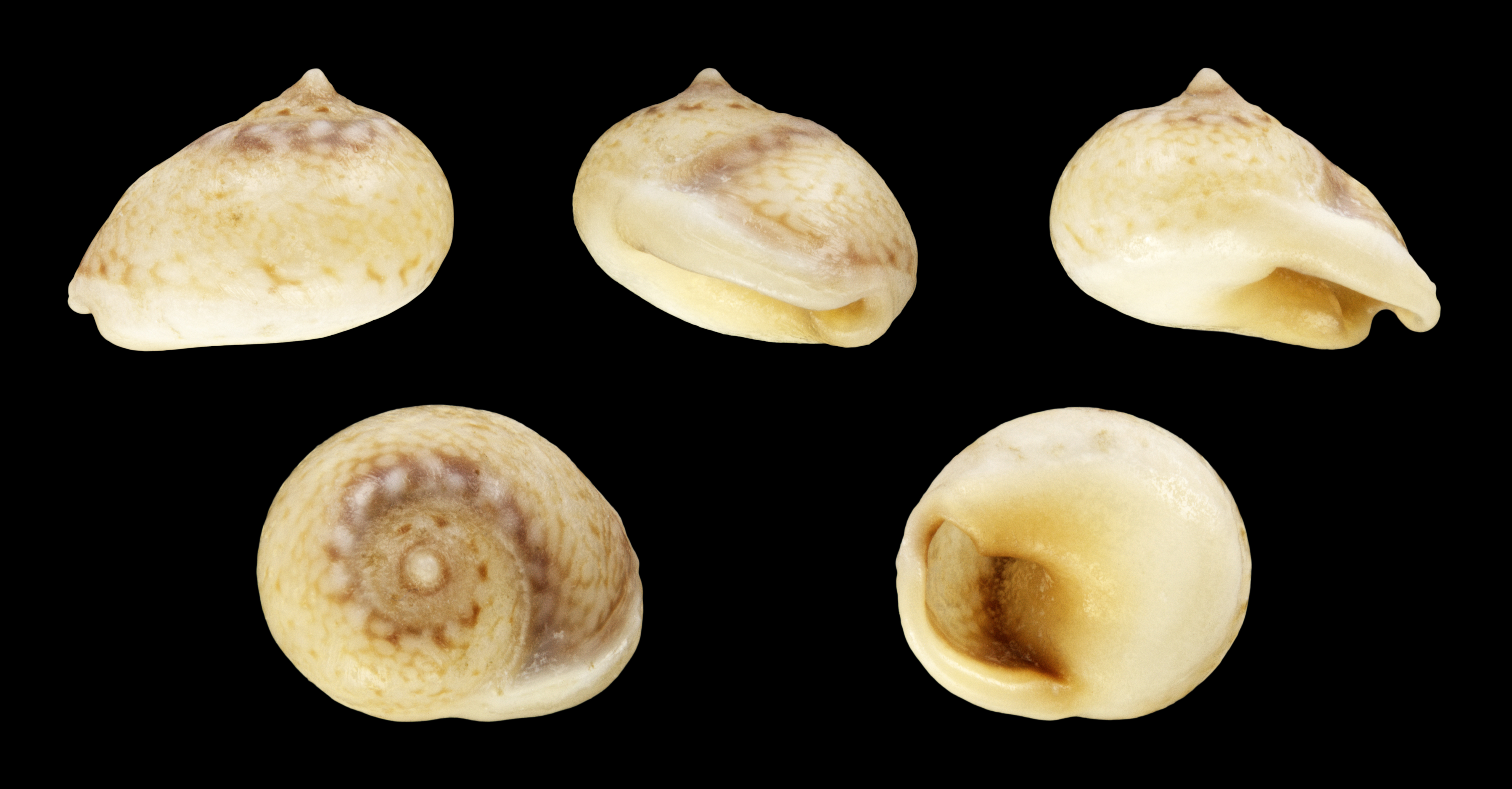
Tritia neritea westerlundi

## Hình ảnh

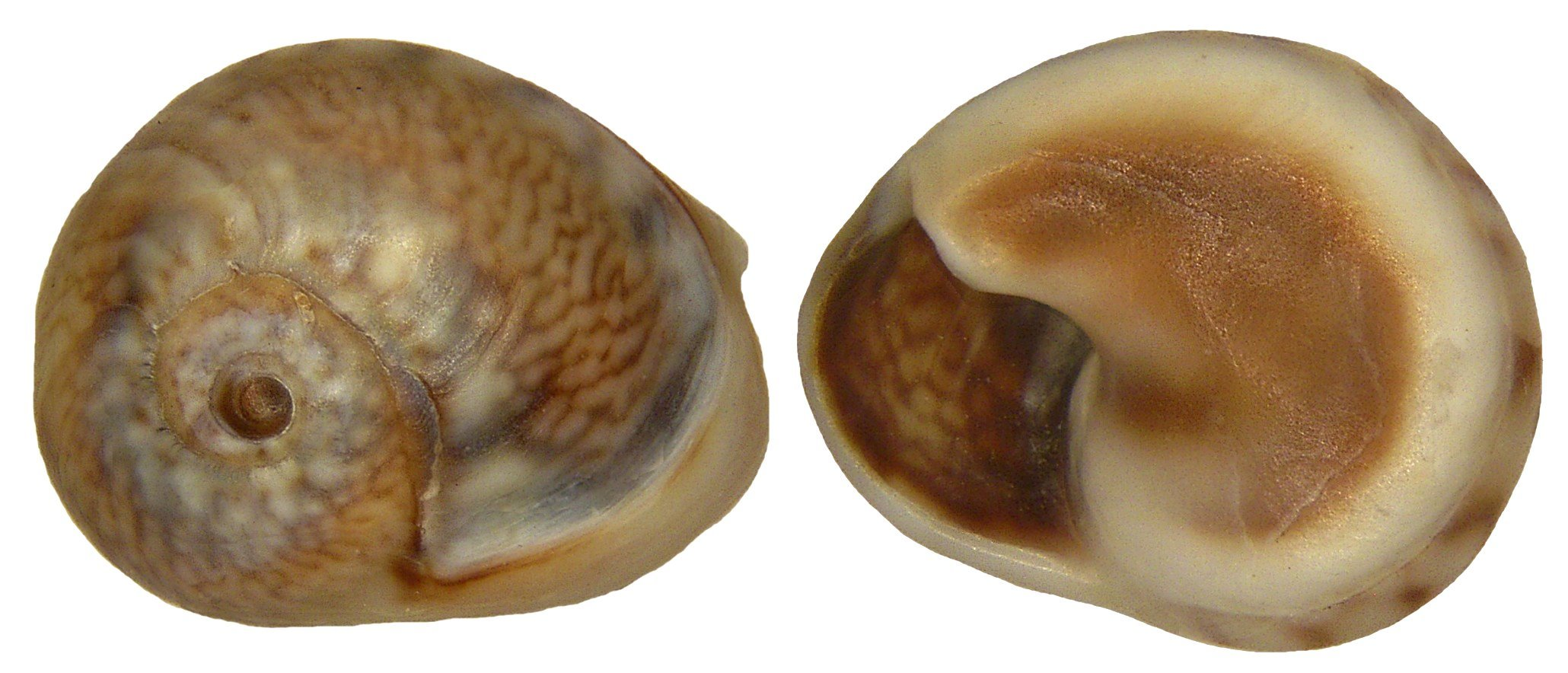
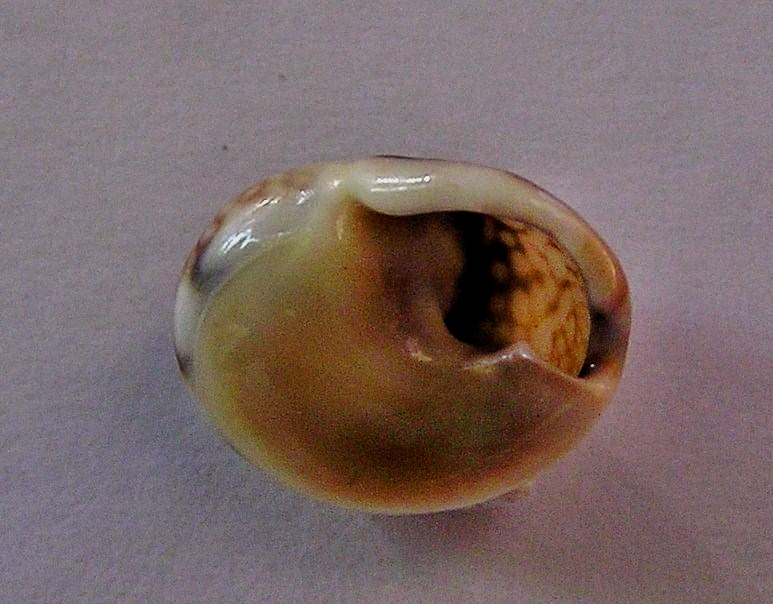
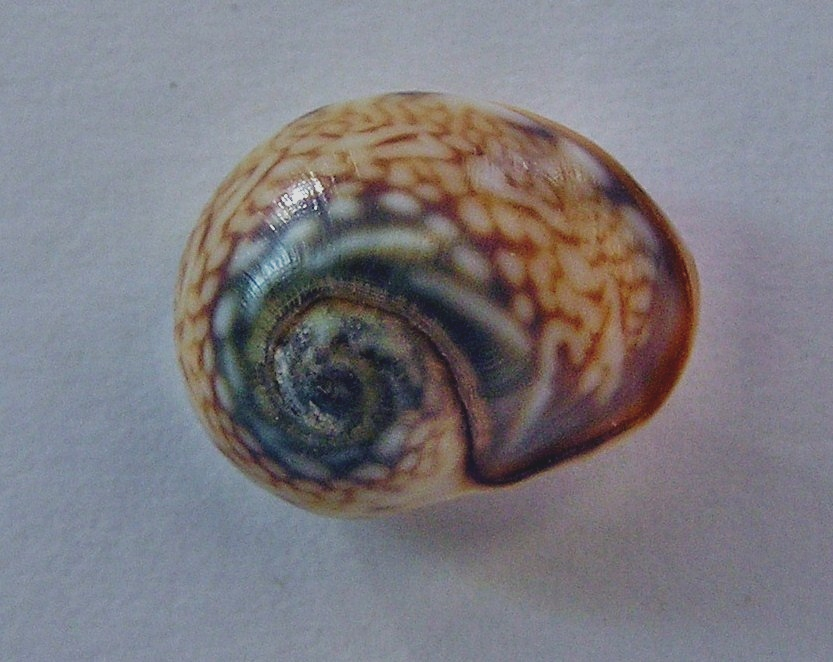